# Diplusodon buxifolius
Diplusodon buxifolius là một loài thực vật có hoa trong họ Lythraceae. Loài này được (Cham. & Schltdl.) DC. mô tả khoa học đầu tiên năm 1828.